# Мили Хаџиабдић
Мили Хаџиабдић (Мостар, 25. август 1963) је бивши jугословенски и босанскохерцеговачки фудбалер који је играо на позицији десног бека. Његов брат је Џемал Хаџиабдић. Каријеру је завршио 2007. 

## Успеси
Вележ Мостар
- Куп Југославије : 1980–81, 1985–86

Хајдук Сплит
- Куп Југославије : 1990–91